# Alfred Tennyson
Sir Alfred Tennyson (ur. 6 sierpnia 1809 w Somersby, zm. 6 października 1892 w Aldworth) – największy poeta postromantyzmu wiktoriańskiego, uhonorowany tytułem „poeta laureatus”.

## Życiorys
Urodził się we wsi hrabstwa Lincolnshire jako syn zubożałego duchownego. Wraz z jedenaściorgiem rodzeństwa od najmłodszych lat cierpiał z powodu pijaństwa ojca i jego niezrównoważenia psychicznego. Już mając kilkanaście lat, pisał poezje z dwoma starszymi braćmi, Charlesem i Frederickiem, i jako 17-latek opublikował z nimi wspólny tomik wierszy. Wszystkie utrzymane były w stylu bajronowskim.
Uczęszczał do szkoły w Louth, a następnie studiował w Trinity College w Cambridge. Tam też przyłączył się do tajnego stowarzyszenia refleksyjno-dyskusyjnego – Cambridge Apostles. Na studiach poznał swojego najlepszego przyjaciela, Arthura Henry’ego Hallama. Znajomość ta silnie oddziałała później na jego twórczość i życie prywatne.
W 1830 opublikował pierwszy wybór wyłącznie własnych poezji – Poems, Chiefly Lyrical. Znalazły się w nim m.in. poematy Claribel i Mariana. Jakkolwiek wiersze zyskały liczne opinie krytyczne i miano zbyt sentymentalnych, przyniosły one młodemu twórcy także pewien rozgłos i zainteresowanie słynnego poety Coleridge’a.
W 1831 zmarł ojciec, George Clayton Tennyson, który wymógł na nim obietnicę opuszczenia college’u, co sprawiło, że Alfred zmuszony został do porzucenia studiów przed uzyskaniem dyplomu. Powrócił do rodzinnej wsi, by przez kolejnych 6 lat pomagać matce w opiece nad licznym rodzeństwem. W tym okresie Hallam zaręczył się z młodszą siostrą Tennysona – Emilią.
W 1833 roku Tennyson wydał kolejny zbiór poezji, zawierający najsłynniejszy poemat – balladę Pani z Shalott (w pierwszej wersji). Wywołał liczne bardzo krytyczne recenzje, co twórcę na dziesięciolecie zniechęciło do pisania. W tym samym roku zmarł na grypę Hallam, co ostatecznie pogrążyło poetę w rozpaczy. Wkrótce też przeprowadził się do Essex, gdzie stracił większość majątku, niefortunnie inwestując w produkcję rzeźb kościelnych.
W 1842 wydał dwa tomy poezji: jeden zawierający wiersze już wcześniej publikowane, drugi z zupełnie nowymi utworami. Tym razem krytycy byli mu przychylni. Szybko zyskał uznanie i sławę. Szczyt kariery osiągnął jednak dopiero w 1850 roku, kiedy to przyznano mu zaszczytną godność „poeta laureatus” (Poet Laureate) – nadwornego poety brytyjskich monarchów. Piastował ją aż do śmierci. Wtedy także powstał In Memoriam A.H. H. – uważana za jeden z najdoskonalszych utworów Tennysona elegia poświęcona zmarłemu Arthurowi Hallamowi. W tym samym roku poeta poślubił też dawną przyjaciółkę z dzieciństwa, Emily Sellwood, z którą miał dwóch synów – Hallama i Lionela (Hallam został drugim gubernatorem generalnym Australii).
Alfred Tennyson był obok Roberta Browninga najwybitniejszym twórcą monologów dramatycznych. Jego znane utwory z tego gatunku to Ulisses, Oenone i Święty Szymon Słupnik. Będąca admiratorką jego twórczości królowa Wiktoria nadała mu w 1884 roku – jako pierwszemu w historii poecie – tytuł szlachecki.
Tennyson kontynuował działalność twórczą niemal do końca życia. W ostatnim jego okresie powstały dramaty: Queen Mary, The Cup, Harold i Becket, nie zaliczane jednak do szczególnie udanych w jego dorobku twórczym. Zmarł 6 października 1892. Pochowany jest w Westminster Abbey.

## Najważniejsze utwory
| - The Kraken (1830) - Mariana (1830) - The Lotus-Eaters (1832) - Ulysses (1833) - The Lady of Shalott (1833, 1842) - Locksley Hall (1835) - Idylls of the King | - In Memoriam A.H. H. (1849) - The Charge of the Light Brigade (1854) - Maud (1855) - Tithonus (1859) - Enoch Arden (1864) - Harold (1876) - Crossing the Bar (1889) |

## Inspiracje
- Odwołania do Tennysona i fragmenty jego utworów nierzadko wykorzystywała w swych powieściach Agatha Christie (m.in. w Zwierciadło pęka w odłamków stos).
- W grze RPG Mass Effect pewna żołnierka o imieniu Ashley Williams jest zafascynowana twórczością Tennysona. W rozmowach wspomina, że czytała jego dzieła swemu ojcu, kiedy wylatywał na misję i przed snem.